# Michael Craig-Martin

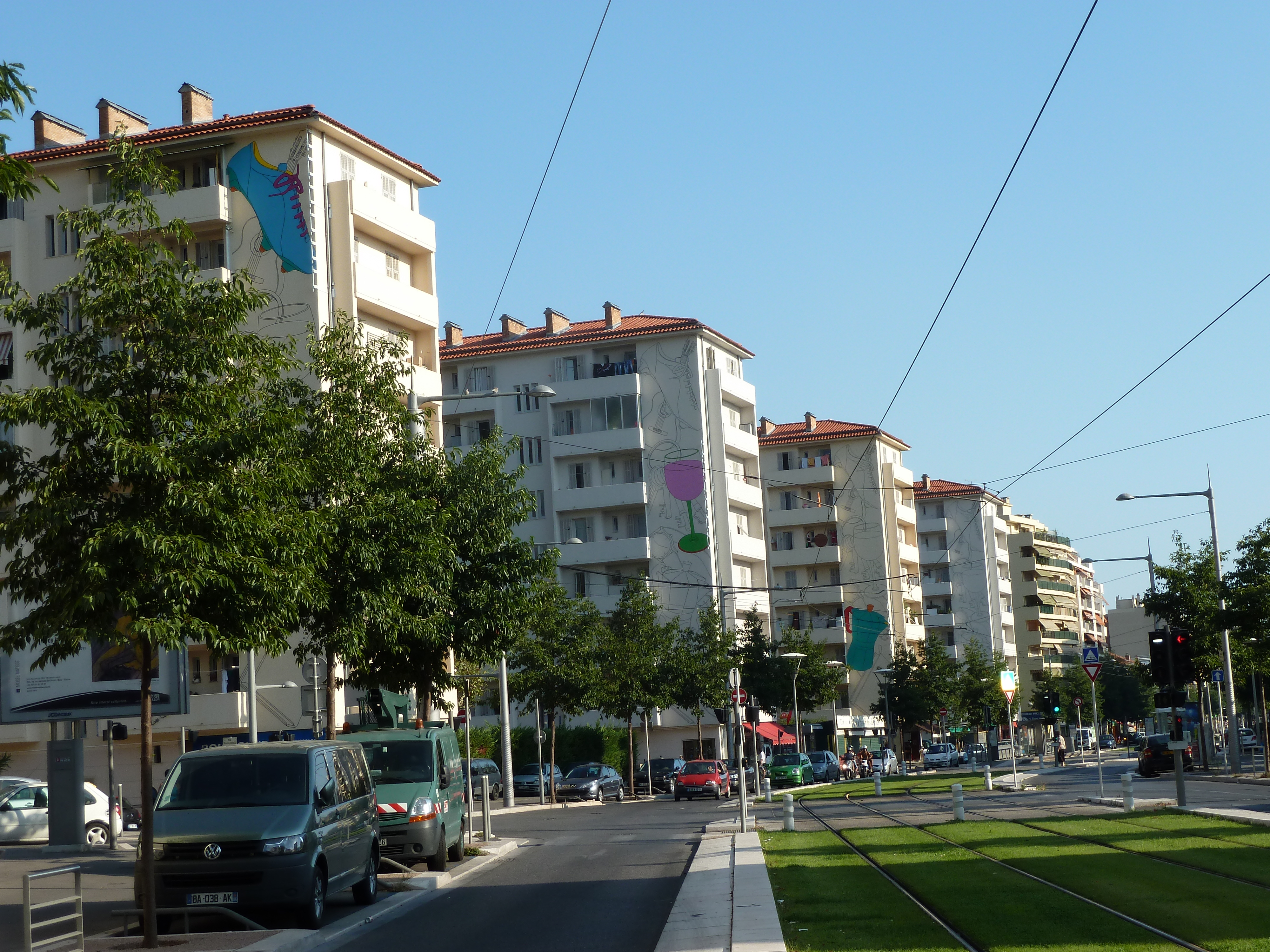
Cascade d’objets, Nizza (Aufnahme von 2011)

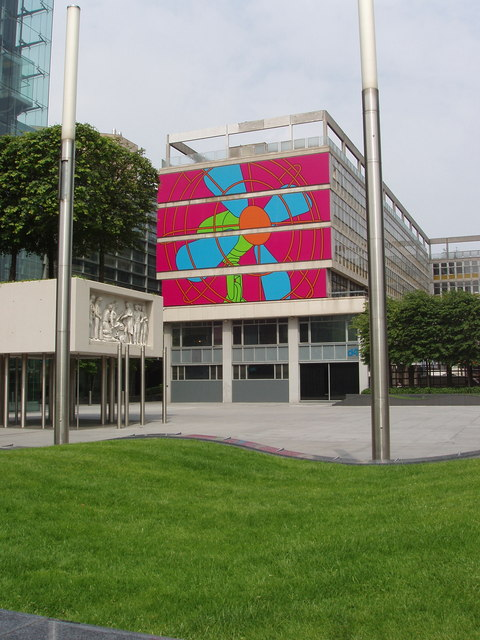
The fan, Triton Square, London (Aufnahme von 2007)

Sir Michael Craig-Martin CBE (geboren 28. August 1941 in Dublin) ist ein irisch-britischer Maler und Installationskünstler.

## Leben
Michael Craig-Martins Familie zog 1946 nach Washington, D.C., wo er vornehmlich aufwuchs, er besuchte außerdem Schulen in England und Bogotá. Er nahm zunächst ein Literatur- und Geschichtsstudium an der Fordham University in New York City auf. Seine künstlerische Ausbildung begann er an der Académie de la Grande Chaumière in Paris und studierte danach Kunst an der Yale University. Mitte der 1960er Jahre kehrte er nach Europa zurück. Seine erste Ausstellung hatte er in der Rowan Gallery in London im Jahr 1969 und nahm 1972 an der entscheidenden Ausstellung für die britische Konzeptkunst in der Hayward Gallery teil. Er wurde einer der Hauptakteure in der ersten Generation der britischen Konzeptkünstler. Craig lehrte an der Goldsmith’s College School of Art von 1974 bis 1988 und von 1994 bis 2000 und hatte einen starken Einfluss auf die Generation der Young British Artists, darunter Liam Gillick, Gary Hume, Damien Hirst, Sarah Lucas, Julian Opie, Richard Patterson und Fiona Rae, denen sein Lehrstil Freiräume zur eigenen Entwicklung bot.
Craig-Martin benutzt in seiner Arbeit gewöhnliche Haushaltsgegenstände. 1974 schuf er die Installation An Oak Tree, in der ein gefülltes Wasserglas auf einem in 253 cm Höhe an der Galeriewand angebrachten Glasregalboden steht. Zu dem Objekt gehört ein Text, der anfangs als Papier an den Besucher ausgegeben wurde und später auf einem Schild gedruckt wurde, das in Sichthöhe an der Wand beim Regal angebracht ist. In einem Frage-und-Antwort-Spiel erklärt der Künstler sich, dass das Glas Wasser sich in eine ausgewachsene Eiche verwandelt habe. - Das Objekt befindet sich in der National Gallery of Australia, eine Replik wird in der Tate-Gallery ausgestellt.
Im Jahr 1977 nahm er an der documenta 6 teil und 1998 an der Biennale von São Paulo.
In den späten 1970er Jahren begann Craig-Martin in einfacher Linienführung mit einem feinen Linienzug Alltagsgegenstände zu konturieren und entwickelte damit seine künstlerische Sprache. In den 1990er Jahren begann er mit (grellen) Farben zu arbeiten und damit die Leinwände zu grundieren, auf denen er seine Zeichnungen aufbrachte. Seine Zeichnungen zeigen nicht den Menschen, sondern die menschgeschaffenen Objekte, mit denen der Mensch agiert. Craig zeichnete die Objekte, die er als Modell in seinem Atelier aufstellte, bis in den 1990er Jahren die Computertechnik ihm Fotografien der Objekte bereitstellte, die er nun mit der Maus bearbeitet. Allerdings hätten einige Objekte bereits ihr funktionales Aussehen verloren: einem Telefon sehe man seit Beginn des 21. Jahrhunderts nicht mehr an, dass es zum Sprechen und Hören dient.
Craig-Martins Arbeiten wurden von vielen großen Galerien gekauft: Museum of Modern Art, Tate Gallery und Centre Pompidou. Er hatte in vielen Galerien Einzelausstellungen, so im Kunsthaus Bregenz (2006) und im Museum Haus Esters in Krefeld (2013). Die Whitechapel Art Gallery in London zeigte 1989 eine Retrospektive, ebenso 2006 das Irish Museum of Modern Art in Dublin.
Großformatige Installationen im öffentlichen Raum befinden sich im Bahnhof Woolwich Arsenal, der Europäischen Investitionsbank in Luxemburg, am Laban Dance Centre in Greenwich. 2007 bemalte er Außenflächen von Mietshäusern am Boulevard Virgile Barel, einer vielbefahrenen Hauptstraße in Nizza, als Cascade d’objets du quotidien.
Craig-Martin war zwischen 1989 und 1999 zehn Jahre lang Artist Trustee am Tate. Im Jahr 2001 wurde er zum Commander of the Order of the British Empire, im Jahr 2006 wurde er in die Royal Academy of Arts gewählt.
Craig-Martin lebt in London.

## Schriften (Auswahl)
- Practising Abstraction. In: Bridget Riley: Dialogues on art. London. Thames & Hudson 1992